# クレイジームーン/恋する予感
『クレイジームーン/恋する予感』 (Crazy Moon) は、1987年のカナダとアメリカの合作による恋愛映画。主演はキーファー・サザーランド。
日本では劇場未公開で、ビデオ版が1998年1月23日に日本音光より販売された。DVDは未発売（2015年1月現在）。

## ストーリー
ブルックスは成人したにもかかわらず、家族への不満から非行を繰り返していたが、ある日耳がまったく聞こえない少女アンと出会い、一目惚れしてしまう。ブルックスとアンは純愛を貫こうとするが、そこに様々な障害が降り注ぐ。

## キャスト
※括弧内は日本語吹替
- キーファー・サザーランド（鳥海勝美）
- ヴァネッサ・ヴォーガン
- ピーター・スペンス
- ショーン・マッキャン
- イヴ・ネイピア
- ケン・ポーグ